# Alison Bai
Alison Bai (* 18. Januar 1990 in Canberra) ist eine australische Tennisspielerin.

## Karriere
Bai, die am liebsten auf Rasenplätzen spielt, begann im Alter von sechs Jahren mit dem Tennissport. Bislang spielt sie vor allem auf dem ITF Women’s Circuit, wo sie bereits einen Titel im Einzel und zehn im Doppel gewinnen konnte.
2007 erhielt sie eine Wildcard für die Qualifikation zu den Australian Open, in der sie aber bereits in der ersten Runde scheiterte. 2008 erhielt sie wiederum eine Wildcard für die Qualifikation zum Dameneinzel sowie für das Hauptfeld des Doppelwettbewerbs der Australian Open; sie scheiterte abermals in beiden Konkurrenzen jeweils in der ersten Runde. 2009 erhielt sie eine Wildcard für das Hauptfeld im Doppel bei den Medibank International 2009 sowie bei den Australian Open im Damendoppel, in der sie wiederum bereits in der ersten Runde scheiterte. Seither spielte sie fast ausnahmslos ITF-Turniere und konnte dann vor allem ab 2013 auch einige Titel gewinnen.

## Turniersiege

### Einzel
| Nr. | Datum         | Turnier | Kategorie   | Belag | Finalgegnerin    | Ergebnis |
| --- | ------------- | ------- | ----------- | ----- | ---------------- | -------- |
| 1.  | 15. März 2015 | Mildura | ITF $15.000 | Rasen | Kimberly Birrell | 6:3, 6:3 |

### Doppel
| Nr. | Datum             | Turnier       | Kategorie   | Belag        | Partnerin              | Finalgegnerinnen                     | Ergebnis          |
| --- | ----------------- | ------------- | ----------- | ------------ | ---------------------- | ------------------------------------ | ----------------- |
| 1.  | 16. Oktober 2010  | Mount Gambier | ITF $25.000 | Hartplatz    | Ana Clara Duarte       | Ayu Fani Damayanti Jessy Rompies     | kampflos          |
| 2.  | 8. März 2013      | Sydney        | ITF $10.000 | Hartplatz    | Tyra Calderwood        | Anja Dokic Jessica Moore             | 7:63, 6:4         |
| 3.  | 8. August 2014    | Nottingham    | ITF $10.000 | Hartplatz    | Mari Tanaka            | Katie Boulter Freya Christie         | 6:4, 6:3          |
| 4.  | 23. August 2014   | Oldenzaal     | ITF $10.000 | Sand         | Lu Jiajing             | Elyne Boeykens Jainy Scheepens       | 3:6, 6:4, [10:6]  |
| 5.  | 30. August 2014   | Rotterdam     | ITF $10.000 | Sand         | Cornelia Lister        | Brandy Mina Jainy Scheepens          | 7:5, 6:4          |
| 6.  | 14. Oktober 2016  | Cairns        | ITF $25.000 | Hartplatz    | Lizette Cabrera        | Katarzyna Kawa Sandra Zaniewska      | 7:5, 5:7, [12:10] |
| 7.  | 2. Juni 2017      | Wuhan         | ITF $25.000 | Hartplatz    | Lu Jiajing             | Jiang Xinyu Tang Qianhui             | 6:2, 7:63         |
| 8.  | 11. November 2017 | Bendigo       | ITF $60.000 | Hartplatz    | Zoe Hives              | Asia Muhammad Arina Rodionova        | 4:6, 6:4, [10:8]  |
| 9.  | 26. Mai 2018      | Baotou        | ITF $60.000 | Sand (Halle) | Aleksandrina Najdenowa | Natalija Kostić Nika Kuchartschuk    | 6:4, 0:6, [10:6]  |
| 10. | 30. März 2019     | Canberra      | ITF $25.000 | Sand         | Jaimee Fourlis         | Naiktha Bains Tereza Mihalíková      | 6:2, 6:2          |
| 11. | 6. Juli 2019      | Corroios      | ITF $25.000 | Hartplatz    | Paige Mary Hourigan    | Francisca Jorge Olga Parres Azcoitia | 3:6, 6:2, [14:12] |
| 12. | 11. Januar 2020   | Canberra      | ITF $25.000 | Hartplatz    | Jaimee Fourlis         | Anna Bondár Pemra Özgen              | 5:7, 6:4, [10:8]  |
| 13. | 8. Februar 2020   | Launceston    | ITF $25.000 | Hartplatz    | Jaimee Fourlis         | Alicia Smith Abigail Tere-Apisah     | 7:64, 6:3         |

## Abschneiden bei Grand-Slam-Turnieren

### Doppel
| Turnier         | 2008 | 2009 | 2010–2015 | 2016 | 2017 | 2018 | 2019 | Karriere |
| --------------- | ---- | ---- | --------- | ---- | ---- | ---- | ---- | -------- |
| Australian Open | 1    | 1    | —         | 1    | 1    | 1    | 2    | 2        |
| French Open     | —    | —    | —         | —    | —    | —    | —    | —        |
| Wimbledon       | —    | —    | —         | —    | —    | —    | —    | —        |
| US Open         | —    | —    | —         | —    | —    | —    | —    | —        |